# 존엄

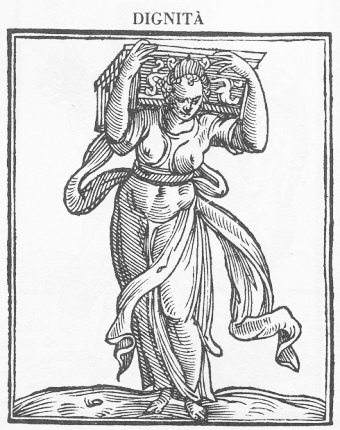

존엄(尊嚴, 영어: dignity 디그니티[*])이란 도덕, 윤리, 사회적 논고에서 사용되는 단어로 한 개인은 가치가 있고 존중 받고 윤리적인 대우를 받을 권리를 타고 났음을 나타낸다. 이는 계몽주의 시대의 자연권의 연장이다.
현대적 존엄성의 내용은 모든 인간이 인간 존엄성에 대한 권리를 갖는다는 원칙으로 요약된 1948년 세계 인권 선언에서 파생되었다. 제1조에서는 '모든 인간은 태어날 때부터 자유롭고, 그 존엄과 권리에 있어서 평등하다'고 규정하고 있다. 그들은 이성과 양심을 부여받았으며 형제애의 정신으로 서로를 대하여 행동해야 한다.

## 같이 보기
- 정치
- 인권
- 행복
- 국민총행복지수(GNH)
- 지구촌행복지수(HPI)
- 삶의 질(QOL)
- 삶의 질 지수
- 일과 삶의 균형(en:Work–life balance, WLB)